# Two Harbors (Californie)
Two Harbours, familièrement connu sous le nom de « l'isthme », est un petit village insulaire non constitué en municipalité sur l'île Santa Catalina (Californie), avec une population de 298 (recensement de 2000). C'est le deuxième centre de population de l'île, outre la ville d'Avalon. C'est principalement un village balnéaire. Il n'a qu'un seul restaurant, un hôtel et un magasin général. Le village compte environ 150 résidents permanents qui vivent sur l'isthme toute l'année. Une caractéristique notable était l'école à classe unique qui a fermé ses portes en 2014.

## Géographie

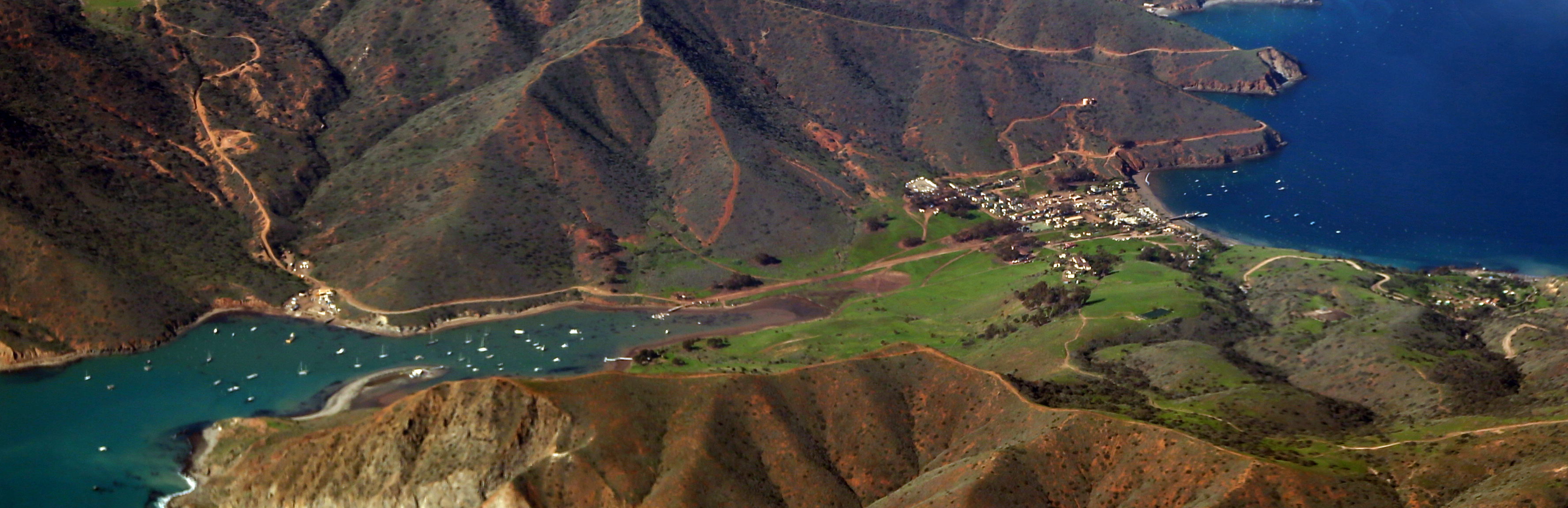
Two Harbors Isthmus en 2017 : Isthmus Cove (droite) et Catalina Harbor (gauche).

Two Harbours est un petit village insulaire situé à environ 37 km du port de San Pedro sur l'isthme étroit de l'île de Santa Catalina, à environ 18 milles (29 km) de la seule ville de l'île, Avalon. Son nom provient des deux ports séparés par la section de 770 m de terre entre le Isthmus Cove (aka Banning Harbour) au nord et Catalina (ou Cat) Harbour au vent au sud, au sixième nord-ouest (31,7 km²) de la partie principale de l'île. White Rock Island, communément appelée Bird Rock, est une petite île privée de 6 312 m2 seulement à environ 1,4 km au nord-est de Two Harbours, au large de l'Isthmus Cove, et à 470 m au nord-ouest du point côtier le plus proche.

## Histoire
La zone où se trouve Two Harbours était à l'origine appelée simplement l'isthme de l'île de Catalina. Dans les années 1860, des mines d'argent, de plomb et de zinc ont été exploitées dans la région. En 1864, pendant la guerre de Sécession, l'armée de l'Union a envoyé 83 soldats sur l'île pour établir le camp Santa Catalina Island, à la fois pour protéger la zone contre les corsaires confédérés que pour arpenter l'isthme et le port de Catalina adjacent pour le Bureau des affaires indiennes comme emplacement pour une future réserve indienne des tribus « militantes » capturées lors de la guerre de Bald Hills. Cependant, l'idée de réserve fut abandonnée, tout comme le camp. La caserne que l'armée a construite sur l'isthme a ensuite été utilisée pour abriter des équipes de tournage dans les années 1920 et 1930, un contingent des garde-côtes américains pendant la Seconde Guerre mondiale, et en 1951, elle est devenue la maison du Isthmus Yacht Club.
Le Ning Po, un navire marchand chinois construit en 1753 et impliqué durant plus d'un siècle de guerre, de rébellion et de piraterie, a finalement trouvé son chemin vers Catalina et a été converti en attraction touristique en 1913. Le Ning Po a brûlé sur la rive ouest de l'isthme en 1938. L'incendie qui l'a détruit a également emporté plusieurs voiliers en bois qui avaient été utilisés pour le tournage de spectaculaires films, dont le célèbre Llewellyn J. Morse qui représentait l'USS Constitution dans le film muet Old Ironsides de 1926.

## Éducation
Écoles primaires et secondaires
Two Harbours fait partie du district scolaire unifié de Long Beach. L'école à classe unique, dite école de rang, a fermé ses portes en 2014 en raison d'une forte baisse des inscriptions. Les enfants d'âge scolaire fréquentent désormais les écoles d'Avalon de la maternelle à fin du secondaire.
Études supérieures
L’USC Wrigley Institute for Environmental Studies est un centre de recherche et d'enseignement sur l'environnement géré par l'Université de Californie du Sud à Two Harbours. Le campus se compose d'un bâtiment de laboratoire de 2 800 m2, d'un dortoir, d'une cafétéria, d'un caisson hyperbare et d'une grande zone de rassemblement au bord de l'eau avec quai, jetée, héliport et casiers de plongée. L'installation a été rendue possible grâce à un don de la famille Wrigley.

## Transports
Two Harbours est desservi par des lignes de traversiers avec un service quotidien régulier à San Pedro. Un hélicoptère peut également être affrété au village. L'aéroport Catalina-In-The-Sky est à 16 km à l'est. Alternativement, divers bateaux offrent un service privé entre l'île et le continent.
Pour se déplacer sur l'île depuis Two Harbours, on peut prendre un bus qui peut aller n'importe où sur l'île, ou on peut faire de la randonnée. Un service de taxi est également disponible entre Avalon et Two Harbours.